# Pacific Rim Championship 2001
El Pacific Rim Championship de 2001 fue la sexta y última edición del torneo de rugby que enfrentó a selecciones nacionales de América, Asia y Oceanía.
En esta edición el ganador fue Fiyi, quienes consiguieron su primer campeonato.

## Equipos participantes
- Selección de rugby de Canadá
- Selección de rugby de Corea del Sur
- Selección de rugby de Estados Unidos
- Selección de rugby de Fiyi
- Selección de rugby de Japón
- Selección de rugby de Samoa

## Resultados

### América
| 19 de mayo | Canadá | 19 - 10 | Estados Unidos |  |  |

### Asia
| 13 de mayo | Japón | 27 - 19 | Corea del Sur |  |  |

### Semifinales
| 4 de julio | Fiyi | 52 - 23 | Canadá |  |  |

| 4 de julio | Japón | 8 - 47 | Samoa |  |  |

### Tercer puesto
| 8 de julio | Japón | 39 - 7  | Canadá | Chichibunomiya Rugby Stadium, Tokio, Japón |  |
|            |       | Reporte |        |                                            |  |

### Final
| 8 de julio | Fiyi | 28 - 17 | Samoa |  |  |

| Bandera de Fiyi |
| Campeón Fiyi    |
| Primer título   |